# Джорджо Джуліо Кловіо
Джорджо Джуліо Кловіо (італ. Giorgio Giulio Clovio, ім'я при народженні — Юрай Юлій Клович / хорв. Juraj Julije Klović, прізвисько Мачедо / Macedo; *1498, біля Цриквениці, тепер Хорватія — 5 січня 1578, Рим, Італія) — італійський живописець-мініатюрист хорватського походження.

## З життєпису
Навчався в одному з монастирів на своїй батьківщині в Хорватії, згодом — в Італії під керівництвом Джуліо Романо.
Кловіо був деякий час придворним живописцем  короля Людовика ІІ Ягеллончика в Офені, після чого, прийнявши постриг, жив у Мантуї та Римі, де настав розквіт його таланту завдяки вивченню творчості Мікеланджело.

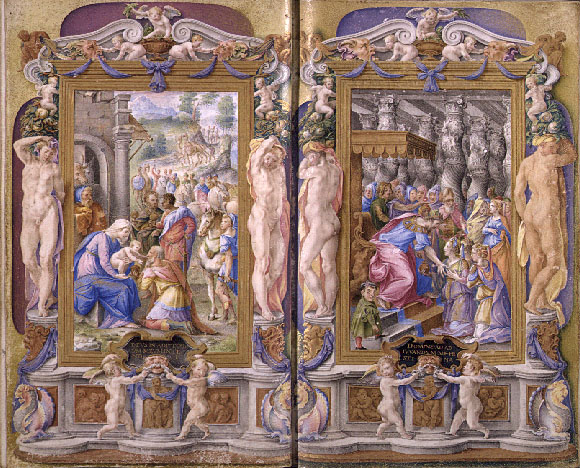
Мініатюра «Поклоніння мудрого Соломона і цариці Савської», «Часослов Фарнезе»

Джуліо Кловіо прославився чудовими мініатюрами, якими, на замовлення можновладних і шляхетних осіб, а також заможних монастирів, оздоблював молитовники, служебні книги та інші рукописи.
Клович підписувався як «GEORGIVS JVLIVS CLOVIVS CROATA», і на його могилі в Римі є надпис «Pictor de Croatia»..

## Творчість
Головні твори Джорджо Джуліо Кловіо — мініатюри розкішного канону Богородиці, виготовленого для кардинала Фарнезе («Часослов Фарнезе»), «Розп'яття з майбутньою Марією Магдалиною» (в галереї Пітті у Флоренції), «Богоматір, що оплакує Спасителя, знятого з хреста» (у галереї Уффіці у Флоренції), «Сцени з життя імператора Карла V» (в Британському музеї в Лондоні), ілюстрації до «Божественної Комедії» Данте (у ватиканській бібліотеці в Римі) тощо.